# Eusimonia divina
Eusimonia divina är en spindeldjursart som beskrevs av J. Birula 1935. Eusimonia divina ingår i släktet Eusimonia och familjen Karschiidae. Inga underarter finns listade i Catalogue of Life.